# The Millennium Collection: The Best of ABBA
| Críticas profissionais | Críticas profissionais |
| Avaliações da crítica  | Avaliações da crítica  |
| Fonte                  | Avaliação              |
| ---------------------- | ---------------------- |
| Allmusic               | link                   |

The Millennium Collection: The Best of ABBA (também conhecido como 20th Century Masters - The Millennium Collection: The Best of ABBA) é uma coletânea de músicas do grupo sueco ABBA lançada nos Estados Unidos e no Canadá em 26 de setembro de 2000.

## Lista de faixas
| N.º            | Título                         | Duração |  |
| 1.             | "Waterloo"                     | 2:45    |  |
| 2.             | "SOS"                          | 3:23    |  |
| 3.             | "I Do, I Do, I Do, I Do, I Do" | 3:17    |  |
| 4.             | "Mamma Mia"                    | 3:34    |  |
| 5.             | "Fernando"                     | 4:15    |  |
| 6.             | "Dancing Queen"                | 3:52    |  |
| 7.             | "Knowing Me, Knowing You"      | 4:03    |  |
| 8.             | "The Name of the Game"         | 4:01    |  |
| 9.             | "Take a Chance on Me"          | 4:05    |  |
| 10.            | "Chiquitita"                   | 5:28    |  |
| 11.            | "The Winner Takes It All"      | 4:53    |  |
| Duração total: | Duração total:                 | 44:18   |  |

## Lançamento
Em 2002 na Venezuela, a compilação foi lançada sobre o nome de Grandes Éxitos e como The Best Of ABBA em 17 de março de 2010 no Japão. Foi relançado em 2006 pela Polydor e em 31 de agosto de 2010 com o nome ABBA Icon.

## Recepção
Heather Phares do site AllMusic disse que é uma das melhores compilações do ABBA, que pode agradar aos fãs casuais de ABBA Gold: Greatest Hits. 

## Posições
| País           | Parada musical      | Ano  | Posição |
| -------------- | ------------------- | ---- | ------- |
| Canadá         | Top Canadian Albums | 2001 | 20      |
| Estados Unidos | The Billboard 200   | 2011 | 189     |